# Lunas rotas
Lunas rotas és el nom de l'àlbum debut de la cantautora espanyola Rosana Arbelo, publicat el 3 de desembre de 1996. Aquest disc d'estil Pop, es va convertir en un èxit rotund tant a Espanya com a Llatinoamèrica. Va ser llançat al mercat sota el segell d' Universal Music Latino. Fou guardonat amb un dels Premis Ondas 1996.

## Història i enregistrament
A principis dels 90, Rosana s'obria camp en el món de la música espanyola, fins aquest llavors les seves cançons s'escoltaven en veus com les del grup Azúcar Moreno i la cantant Esmeralda Grao, entre altres artistes nacionals. Va ser així que en 1995, animada per familiars i amics, va decidir gravar les seves pròpies composicions i va enviar una maqueta de 15 temes a MCA Records, aconseguint així el seu primer contracte discogràfic amb Universal Music.
Per a aquest projecte, Rosana va comptar amb l'ajuda del guitarrista i productor musical espanyol, José Antonio Romero. Es van gravar al voltant de 15 cançons de les quals finalment van quedar 12. Encara que totes les cançons van ser compostes per Rosana, la cantant va col·laborar amb el compositor espanyol Benigno Ríos en la creació d' El Talismán, tema que va compondre originalment amb la idea que fos Ana Belén qui la cantés.
L'àlbum es va gravar en diferents estudis de Madrid i va ser masteritzat per Carlos Martos a Miami, Florida. El disc és d'estil Pop/Acústic, ja que Rosana no volia que fos un àlbum fet totalment amb sons de programació, per contra, volia un so senzill i que s'escoltessin només els elements musicals com la guitarra, el baix, violí i veu.
Lunas Rotas va ser llançat al mercat el 3 de desembre de 1996. I gràcies a singles reeixits com El talismán, Si tú no estás aquí, A Fuego Lento i Sin miedo, l'àlbum va tenir un notable èxit romanent durant 14 setmanes en el número 1 de les llistes de vendes espanyoles, convertint-se en disc de diamant en menys d'un any. Una anècdota va ser que a tan sols 3 hores de ser llançat el disc, es van esgotar totes les còpies.
La seva entrada en la llista de supervendes va ser l'entrada més forta d'un artista nou en la història de la música a Espanya. Lunas rotas es va publicar en més de 30 països, entre ells: Mèxic, el Brasil, els EUA, França, Alemanya, el Japó i Corea del Sud.
Durant el llançament del digipack "De casa a Las Ventas" en 2007, es va desvelar "En las calles de Madrid", primer single del treball, que es colava així a l'àlbum "Lunas Rotas" com a tema descartat.
El setembre de 2016, Lunas Rotas era situat en el 7è lloc de la llista d'àlbums més venuts a Espanya; va tenir unes vendes físiques certificades de 1.100.000 segons Productores de Música de España (PROMUSICAE).

## Lunas Rotas a la pel·lículaCurdled
Durant aquest any, el director i productor cinematogràfic Quentin Tarantino, va demanar a la companyia Universal Music, que li enviessin música llatina en general. La companyia discogràfica entre moltes altres coses, envia el disc de Rosana, que encara que sent una artista novella, van pensar que era una bona opció ja que el disc funcionava bastant bé no sols a Espanya sinó també a Amèrica Llatina.
Tarantino va utilitzar dos de les seves cançons en la pel·lícula Curdled en la qual exercia de productor, aconseguint així aquest àlbum la fama internacional a causa dels temes que apareixien en la pel·lícula, aquests temes van ser Lunas Rotas i El Talismán, van ser col·locades en un nínxol d'or durant la presentació de la pel·lícula.

## Llista de cançons
Lletra i música composta per Rosana Arbelo.
| Núm. | Títol               | Durada |
| ---- | ------------------- | ------ |
| 1.   | «Furia de Color»    | 3:05   |
| 2.   | «El Talismán»       | 3:39   |
| 3.   | «A Fuego Lento»     | 3:40   |
| 4.   | «No Sé Mañana»      | 4:50   |
| 5.   | «Lunas Rotas»       | 4:35   |
| 6.   | «Si Tú No Estás»    | 4:13   |
| 7.   | «Bebes De Mí»       | 4:15   |
| 8.   | «Sin Miedo»         | 3:22   |
| 9.   | «Deray»             | 4:33   |
| 10.  | «Así Son Las Cosas» | 3:54   |
| 11.  | «Descubriéndote»    | 2:58   |
| 12.  | «Nadie Más Que Yo»  | 5:15   |

| Núm. | Títol                     | Durada |
| ---- | ------------------------- | ------ |
| 13.  | «En las calles de Madrid» | 4:55   |

## Personal
- Jesús Alcaniz - enginyer
- Rosana Arbelo -guitarra espanyola, veu, cors
- Paco Bastant - baix
- Sergio Castillo - bateria, Shaker, cors
- Antonio García de Diego - teclat, cors
- Miguel De la Vega - enginyer, mescla
- Iñaki del Olmo - mesclador assistent
- Tino Di Geraldo - calaix
- Carlos Doménech - cors
- Luis Dulzaides - percussió
- Alba Fresno - viola de Gamba
- Cristina González - cors
- Tato Icasto - Fender Rhodes, teclats, wurlitzer
- Fernando Illán - bakx
- Arantxa Lezaun
- Carlos Martos - Mastering
- Juan Maya - guitarra flamenca
- Alfonso Onhur - fotografia
- Jesús Ortiz - cors
- Kike Perdomo - saxofon soprano, saxofon tenor
- Anouk Pérez
- Benigno Ríos - compositor
- José Antonio Romero - productor
- José Antonio Romero -	Fender Rhodes, guitarra de 12 cordes, guitarra acústica, guitarra elèctrica, teclat, mandolina, mesclat, piano, productor

## Llistes de vendes
| País   | Proveïdor | Certificacions |
| Europa |           |                |
| Europa | IFPI      | Platí          |